# Пирдамов, Тимур Пирдамович
Тимур Пирдамович Пирдамов (2 марта 1996, Тюмень, Россия) — российский боксёр, призёр чемпионата России.

## Спортивная карьера
Воспитанник тюменской СДЮСШОР «Прибой». После тренировался за самарский боксёрский клуба ЭТСМ. Выступает за Российский студенческий спортивный союз. На соревнованиях представлял Самарскую область. В июле 2011 года стал чемпионом Европы по боксу среди юношей. В ноябре 2015 года стал бронзовым призёром чемпионата России. В мае 2018 года стал чемпионом ЦС ФСО Профсоюзов «Россия».

## Личная жизнь
По национальности — агулец. Родом из села Рича. Родители Тимура Пирдам и Назигюль частные предприниматели в Тюменской области. Есть старший брат Тагир.

## Достижения
- Чемпионат Европы среди юношей 2011 — ;
- Чемпионат России по боксу 2015 — ;